# Carrhotus samchiensis
Carrhotus samchiensis là một loài nhện trong họ Salticidae.
Loài này thuộc chi Carrhotus. Carrhotus samchiensis được Jastrzebski miêu tả năm 1999.